# Mäckelsdorf
Mäckelsdorf ist ein Stadtteil von Waldkappel im nordhessischen Werra-Meißner-Kreis. Der Ort liegt in Nordhessen südwestlich von Waldkappel im Geo-Naturpark Frau-Holle-Land (Werratal.Meißner.Kaufunger Wald) in einem Seitental des Schemmergrundes. Durch den Ort verläuft die Landesstraße 3227.

## Geschichte

### Ortsgeschichte
Die älteste bekannte schriftliche Erwähnung von Mäckelsdorf erfolgte unter dem Namen Meckelsdorf  im Jahr 1392.
Im Zuge der Gebietsreform in Hessen wurde die bis dahin selbständige Gemeinde Mäckelsdorf zum 1. Februar 1971 auf freiwilliger Basis in die Stadt Waldkappel eingemeindet. Für Mäckelsdorf, sowie für alle ehemals eigenständigen Gemeinden von Waldkappel und die Kerngemeinde wurde je ein Ortsbezirk mit Ortsbeirat und Ortsvorsteher nach der Hessischen Gemeindeordnung gebildet.

### Verwaltungsgeschichte im Überblick
Die folgende Liste zeigt die Staaten und Verwaltungseinheiten, denen Mäckelsdorf angehört(e):
- vor 1567: Heiliges Römisches Reich, Landgrafschaft Hessen, Amt Spangenberg
- ab 1654: Heiliges Römisches Reich, Landgrafschaft Hessen-Kassel, Amt Spangenberg
- ab 1806: Landgrafschaft Hessen-Kassel, Amt Spangenberg
- 1807–1813: Königreich Westphalen, Departement der Werra, Distrikt Eschwege, Kanton Bischhausen
- ab 1815: Kurfürstentum Hessen, Amt Spangenberg[7]
- ab 1821/22: Kurfürstentum Hessen, Provinz Niederhessen, Kreis Eschwege[8][Anm. 2]
- ab 1848: Kurfürstentum Hessen, Bezirk Eschwege
- ab 1851: Kurfürstentum Hessen, Provinz Niederhessen, Kreis Eschwege
- ab 1867: Norddeutscher Bund[Anm. 3], Königreich Preußen, Provinz Hessen-Nassau, Regierungsbezirk Kassel, Kreis Eschwege
- ab 1871: Deutsches Reich, Königreich Preußen, Provinz Hessen-Nassau, Regierungsbezirk Kassel, Kreis Eschwege
- ab 1918: Deutsches Reich, Freistaat Preußen, Provinz Hessen-Nassau, Regierungsbezirk Kassel, Kreis Eschwege
- ab 1944: Deutsches Reich, Freistaat Preußen, Provinz Kurhessen, Landkreis Eschwege
- ab 1945: Amerikanische Besatzungszone, Groß-Hessen, Regierungsbezirk Kassel, Landkreis Eschwege
- ab 1946: Amerikanische Besatzungszone, Land Hessen, Regierungsbezirk Kassel, Landkreis Eschwege
- ab 1949: Bundesrepublik Deutschland, Land Hessen, Regierungsbezirk Kassel, Landkreis Eschwege
- ab 1971: Bundesrepublik Deutschland, Land Hessen, Regierungsbezirk Kassel, Landkreis Eschwege, Stadt Waldkappel[Anm. 4]
- ab 1974: Bundesrepublik Deutschland, Land Hessen, Regierungsbezirk Kassel, Werra-Meißner-Kreis, Stadt Waldkappel

## Bevölkerung

### Einwohnerstruktur 2011
Nach den Erhebungen des Zensus 2011 lebten am Stichtag dem 9. Mai 2011 in Mäckelsdorf 72 Einwohner. Darunter waren keine Ausländer.
Nach dem Lebensalter waren 12 Einwohner unter 18 Jahren, 21 zwischen 18 und 49, 18 zwischen 50 und 64 und 18 Einwohner waren älter. Die Einwohner lebten in 30 Haushalten. Davon waren 9 Singlehaushalte, 3 Paare ohne Kinder und 12 Paare mit Kindern, sowie 3 Alleinerziehende und keine Wohngemeinschaften. In 3 Haushalten lebten ausschließlich Senioren und in 18 Haushaltungen lebten keine Senioren.

### Einwohnerentwicklung
- 1585: 18 Hausgesesse[1]
- 1747: 28 Haushaltungen[1]

| Mäckelsdorf: Einwohnerzahlen von 1834 bis 2015 | Mäckelsdorf: Einwohnerzahlen von 1834 bis 2015 | Mäckelsdorf: Einwohnerzahlen von 1834 bis 2015 | Mäckelsdorf: Einwohnerzahlen von 1834 bis 2015 | Mäckelsdorf: Einwohnerzahlen von 1834 bis 2015 |
| --- | ---------------------------------------------- | ---------------------------------------------- | ---------------------------------------------- | ---------------------------------------------- |
| Jahr |                                                |                                                |                                                | Einwohner                                      |
| 1834 | 1834                                           |                                                | 174                                            | 174                                            |
| 1840 | 1840                                           |                                                | 161                                            | 161                                            |
| 1846 | 1846                                           |                                                | 202                                            | 202                                            |
| 1852 | 1852                                           |                                                | 191                                            | 191                                            |
| 1858 | 1858                                           |                                                | 147                                            | 147                                            |
| 1864 | 1864                                           |                                                | 166                                            | 166                                            |
| 1871 | 1871                                           |                                                | 127                                            | 127                                            |
| 1875 | 1875                                           |                                                | 153                                            | 153                                            |
| 1885 | 1885                                           |                                                | 140                                            | 140                                            |
| 1895 | 1895                                           |                                                | 140                                            | 140                                            |
| 1905 | 1905                                           |                                                | 98                                             | 98                                             |
| 1910 | 1910                                           |                                                | 109                                            | 109                                            |
| 1925 | 1925                                           |                                                | 133                                            | 133                                            |
| 1939 | 1939                                           |                                                | 146                                            | 146                                            |
| 1946 | 1946                                           |                                                | 239                                            | 239                                            |
| 1950 | 1950                                           |                                                | 235                                            | 235                                            |
| 1956 | 1956                                           |                                                | 162                                            | 162                                            |
| 1961 | 1961                                           |                                                | 156                                            | 156                                            |
| 1967 | 1967                                           |                                                | 123                                            | 123                                            |
| 1970 | 1970                                           |                                                | 127                                            | 127                                            |
| 1980 | 1980                                           |                                                | ?                                              | ?                                              |
| 1990 | 1990                                           |                                                | ?                                              | ?                                              |
| 2000 | 2000                                           |                                                | ?                                              | ?                                              |
| 2011 | 2011                                           |                                                | 72                                             | 72                                             |
| 2015 | 2015                                           |                                                | 66                                             | 66                                             |
| Datenquelle: Historisches Gemeindeverzeichnis für Hessen: Die Bevölkerung der Gemeinden 1834 bis 1967. Wiesbaden: Hessisches Statistisches Landesamt, 1968. Weitere Quellen: LAGIS; Stadt Waldkappel; Zensus 2011 |                                                |                                                |                                                |                                                |

### Historische Religionszugehörigkeit
| • 1885: | 140 evangelische (= 100 %) Einwohner                               |
| • 1961: | 129 evangelische (= 82,69 %), 26 katholische (= 16,67 %) Einwohner |